# Markus Wasser
Markus Wasser   (Suïssa, 7 de maig de 1968) és un pilot de bob suís, ja retirat, que va competir durant la dècada de 1990.
El 1998 va prendre part als Jocs Olímpics d'Hivern de Nagano, on guanyà la medalla de plata en la prova de bobs a quatre del programa de bobsleigh. Formà equip amb Marcel Rohner, Markus Nüssli i Beat Seitz.
En el seu palmarès també destaca una medalla de plata al Campionat del món de bob de 1996 i una medalla de bronze al Campionat d'Europa de bob del mateix any.